# Sven Ostritz

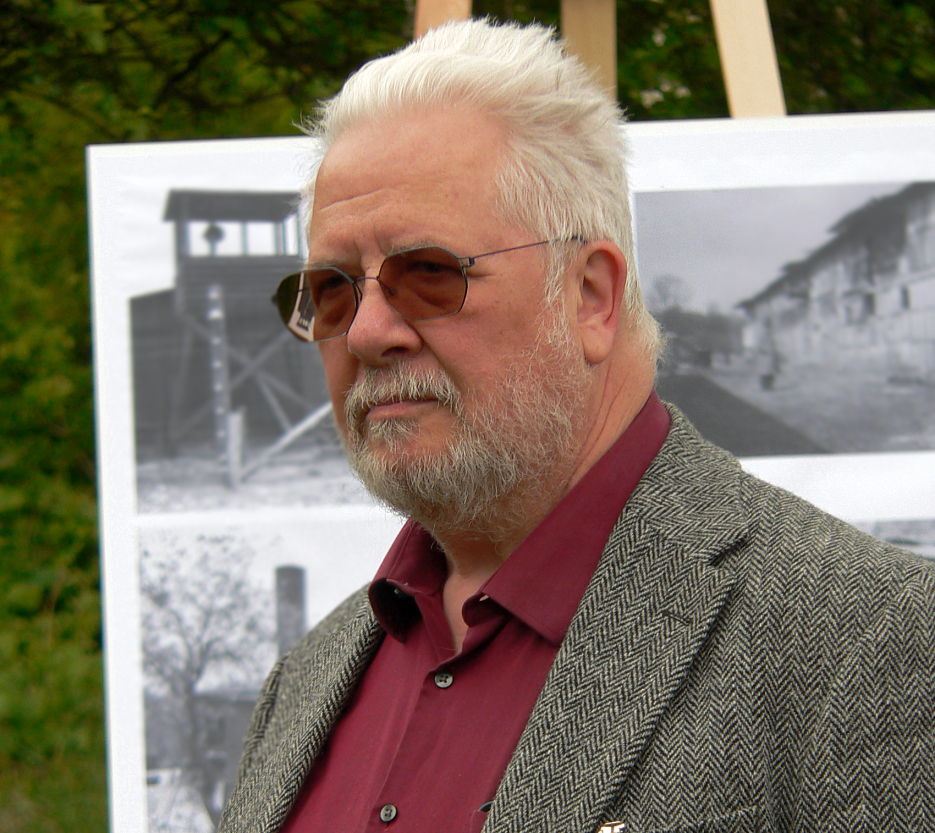
Sven Ostritz, 2025

Sven Ostritz (* 1962) ist ein deutscher Prähistorischer Archäologe und seit 2003 Landesarchäologe des Freistaats Thüringen. Schwerpunkte seiner Forschungen sind das Neolithikum Mitteleuropas, die Thüringische Kultur der Eisenzeit sowie GIS-Anwendungen in der Archäologie.
 

## Werdegang
Ostritz wurde 1989 an der Humboldt-Universität Berlin mit der Dissertation Zur Siedlungsplatzwahl in der bandkeramischen Kultur. Untersuchungen am Beispiel der bandkeramischen Besiedlung auf dem Territorium der DDR unter besonderer Berücksichtigung der Abhängigkeit der Standortwahl von der räumlichen Differenzierung der Bodendecke promoviert. Seit 2006 ist Ostritz Präsident des Thüringischen Landesamtes für Denkmalpflege und Archäologie (TLDA). Ferner ist er Mitglied der Kommission Archäologie und Informationssysteme des Verbands der Landesarchäologen in der Bundesrepublik Deutschland. Als Privatdozent und Lehrbeauftragter liest er am Seminar Ur- und Frühgeschichtliche Archäologie der Friedrich-Schiller-Universität Jena.

## Publikationen (in chronologischer Reihenfolge)
- (Hrsg.): Das Museum für Ur- und Frühgeschichte Thüringens (= Archäologischer Wanderführer Thüringen. Heft 18). Beier & Beran, Langenweißbach 2019, ISBN 978-3-95741-060-3.
- (Hrsg.): Die mittelalterliche jüdische Kultur in Erfurt. 4 Bände. Beier & Beran, Langenweißbach 2010.
- (Hrsg.): Die alte Synagoge  (= Die mittelalterliche jüdische Kultur in Erfurt Heft 4). Beier & Beran, Langenweißbach 2009, ISBN 978-3-941171-23-7.
- (Hrsg.): Saale-Holzland-Kreis, Ost (= Archäologischer Wanderführer Thüringen. Heft 9). Beier & Beran, Langenweißbach 2007, ISBN 978-3-937517-51-3.
- (Hrsg.): Festschrift 75 Jahre Steinsburgmuseum. Beier & Beran, Langenweißbach 2006, ISBN 978-3-937517-42-1.
- (Hrsg.): Landkreis Sömmerda (= Archäologischer Wanderführer Thüringen Heft 4). Beier & Beran, Langenweißbach 2005.
- (Hrsg.):  Stadt Suhl (= Archäologischer Wanderführer Thüringen Heft 3). Beier & Beran, Langenweißbach 2004, ISBN 3-937517-13-8.
- Untersuchungen zu den Wendelringen der älteren vorrömischen Eisenzeit unter besonderer Berücksichtigung der Thüringischen Kultur. Beier & Beran, Weißbach 2002.
- Untersuchungen zur Siedlungsplatzwahl im mitteldeutschen Neolithikum (= Beiträge zur Ur- und Frühgeschichte Mitteleuropas Band 25). Beier & Beran, Weißbach 2000.